# Chemiré-sur-Sarthe
Chemiré-sur-Sarthe korábbi község Franciaország Loire mente régiójában, Maine-et-Loire megyében. 2016. január 1-jén Morannes községgel egyesülve előbb Morannes-sur-Sarthe község része lett, majd az utóbbi 2017. január 1-jén Morannes sur Sarthe-Daumeray új község része lett.
Lakosainak száma 238 fő (2018. január 1.). Chemiré-sur-Sarthe Contigné, Miré, Morannes-sur-Sarthe és Saint-Denis-d’Anjou községekkel határos.

## Népesség
A település népességének változása:
| Lakosok száma | 302  | 270  | 268  | 263  | 244  | 263  | 275  | 260  | 241  | 238  |
|               | 1962 | 1968 | 1982 | 1990 | 1999 | 2008 | 2011 | 2013 | 2017 | 2018 |